# 13133 Jandecleir
13133 Jandecleir eller 1994 PL34 är en asteroid i huvudbältet som upptäcktes den 10 augusti 1994 av den belgiske astronomen Eric W. Elst vid La Silla-observatoriet. Den är uppkallad efter skådespelaren Jan Decleir.
Asteroiden har en diameter på ungefär 4 kilometer.